# Josef Stering
Josef (Sepp) Stering (ur. 6 marca 1949 w Köflach) – piłkarz austriacki.
W latach 1969–1977 rozegrał 10 meczów w pierwszej reprezentacji Austrii. Dwukrotnie zdobył Mistrzostwo Austrii – w 1974 z zespołem SK VÖEST Linz, a w 1977 z SSW Innsbruck. W 1978 wywalczył puchar swojego kraju z SSW Innsbruck, w 1981 powtórzył ten sukces z drużyną Grazer AK.